# Emma Wolfsthal
Emma Wolfsthal (ur. 16 czerwca 1893 we Lwowie, zm. ok. 1980) – polska skrzypaczka pochodzenia żydowskiego.

## Życiorys
Jej bratem był muzyk Bronisław Wolfsthal, a ojcem skrzypek i dyrygent Maurycy Wolfsthal, który uczył swoją córkę na uczelni prowadzonej we Lwowie przez Galicyjskie Towarzystwo Muzyczne. Emma Wolfsthal kształciła się następnie w berlińskim konserwatorium. Koncertowała we Lwowie, Krakowie, Wiedniu, Berlinie, Lipsku, Dreźnie, Monachium, Wiedniu i Londynie. W latach 20. XX wieku pracowała jako drugi koncertmistrz lwowskiej opery, a w latach 30. nauczała gry na skrzypcach we lwowskim konserwatorium, w którym wcześniej się uczyła. W czasie wojny polsko-bolszewickiej i II wojny światowej pracowała w operze. W latach 1946–1947 przebywała w Szczecinie, gdzie pracowała w Teatru Komedia Muzyczna. W 1947 roku została członkiem orkiestry bytomskiej Opery Śląskiej.
Encyklopedia muzyczna PWM jako prawdopodobne miejsce jej śmierci podaje Kraków.